# Alexis Arias
Alexis Arias Tuesta (Bellavista, 13 dicembre 1995) è un calciatore peruviano, centrocampista del Melgar e della nazionale peruviana.

## Caratteristiche tecniche
È un centrocampista centrale.

## Carriera

### Club
Nel marzo 2013 si è recato in Europa per superare i test nel Twente olandese. Ha iniziato la sua carriera all'Esther Grande de Bentín, nel 2014 ha debuttato a livello professionistico con l'F.B.C. Melgar. L'anno successivo è stato campione nazionale giocando 24 partite nella stagione.

### Nazionale
Il 26 marzo 2019 ha esordito con la nazionale peruviana disputando l'amichevole persa 2-0 contro El Salvador.

## Statistiche
Statistiche aggiornate al 7 febbraio 2020.

### Cronologia presenze e reti in nazionale
| Cronologia completa delle presenze e delle reti in nazionale ― Egitto | Cronologia completa delle presenze e delle reti in nazionale ― Egitto | Cronologia completa delle presenze e delle reti in nazionale ― Egitto | Cronologia completa delle presenze e delle reti in nazionale ― Egitto | Cronologia completa delle presenze e delle reti in nazionale ― Egitto | Cronologia completa delle presenze e delle reti in nazionale ― Egitto | Cronologia completa delle presenze e delle reti in nazionale ― Egitto | Cronologia completa delle presenze e delle reti in nazionale ― Egitto |
| Data                                                                  | Città                                                                 | In casa                                                               | Risultato                                                             | Ospiti                                                                | Competizione                                                          | Reti                                                                  | Note                                                                  |
| --------------------------------------------------------------------- | --------------------------------------------------------------------- | --------------------------------------------------------------------- | --------------------------------------------------------------------- | --------------------------------------------------------------------- | --------------------------------------------------------------------- | --------------------------------------------------------------------- | --------------------------------------------------------------------- |
| 26-3-2019                                                             | Washington                                                            | El Salvador                                                           | 2 – 0                                                                 | Perù                                                                  | Amichevole                                                            | -                                                                     | 76’                                                                   |
| 8-6-2021                                                              | Quito                                                                 | Ecuador                                                               | 1 – 2                                                                 | Perù                                                                  | Qual. Mondiali 2022                                                   | -                                                                     |                                                                       |
| 17-6-2021                                                             | Rio de Janeiro                                                        | Brasile                                                               | 4 – 0                                                                 | Perù                                                                  | Coppa America 2021 - 1º turno                                         | -                                                                     | 74’                                                                   |
| 16-11-2022                                                            | Lima                                                                  | Perù                                                                  | 1 – 0                                                                 | Paraguay                                                              | Amichevole                                                            | -                                                                     | 75’                                                                   |
| 20-11-2022                                                            | Arequipa                                                              | Perù                                                                  | 1 – 0                                                                 | Bolivia                                                               | Amichevole                                                            | -                                                                     | 60’                                                                   |
| Totale                                                                |                                                                       | Presenze                                                              | 5                                                                     |                                                                       | Reti                                                                  | 0                                                                     |                                                                       |